# Nota do tradutor
Uma nota do tradutor ou da tradução é uma nota que o autor duma tradução insere no seu  texto traduzido a fim de fornecer ao leitor toda informação que ele julgar útil para uma boa compreensão : uma  passagem difícil de ser traduzida  na língua  de destino sem se distanciar do sentido original ; uma diferença no contexto cultural do texto fonte, etc.
Tais notas são às vezes autorizadas e às vezes  até necessárias  nos exames de tradução. Contudo, recorrer às notas é visto por muitos tradutores profissionais  como a confissão  de um insucesso.
As notas são indicadas  pela sigla « NDT » e são geralmente colocadas  embaixo da página ou no fim do texto, podendo ser  ainda  inseridas entre parênteses  no meio de uma frase.
Embora as  siglas sejam  normalmente escritas com letras maiúsculas, às vezes são escritas  « NdT » e  até mesmo  inteiramente em letras minúsculas (ndt).
Enfim,  quando é uma  tradutora que traduz,  podemos ver às vezes a menção « NDLT», do francês note de la  traductrice.